# Wir pfeifen auf den Gurkenkönig (Film)
Wir pfeifen auf den Gurkenkönig ist ein Fernsehfilm für Kinder aus dem Jahre 1976 unter der Regie von Hark Bohm nach dem gleichnamigen, preisgekrönten Buch Wir pfeifen auf den Gurkenkönig von Christine Nöstlinger aus dem Jahr 1973. Die Außenaufnahmen entstanden in Saarbrücken, die Schulszenen am örtlichen Ludwigsgymnasium unter Mitwirkung der damaligen Klasse 7c im Schuljahr 1974/75. Der Hauptdarsteller und viele Nebendarsteller aus dem jugendlichen Umfeld waren tatsächlich auch Schüler des Ludwigsgymnasiums.

## Handlung
Der Film orientiert sich in einer geschlossenen Zusammenstellung an wesentlichen Bildern der Romanhandlung. Die Hogelmanns leben mit drei Generationen gemeinsam unter einem Dach. Vater, Mutter, drei Kinder im Alter von etwa sieben, zwölf und fünfzehn. Zusammen mit dem Großvater geben sie zunächst nach außen den Eindruck einer intakten Familie, jedoch kriselt es schon an allen Ecken und Enden. Im Mittelpunkt stehen dabei Konflikte der beiden ältesten Geschwister. Wolfi hat Schulprobleme und leidet besonders unter dem tyrannischen Mathelehrer, der ihn mit Strafarbeit und schlechten Noten überhäuft. Von einem Mitschüler wird er gemobbt. Darauf reagiert Wolfi (unerkannt) mit Schmierereien an der Hauswand und sogar einem Bombenanschlag auf das Auto des Lehrers. Brenzlig wird die Situation, als er eine Unterschrift des Vaters beizubringen hat, der von alle dem noch nichts ahnt. Hier setzt die Filmhandlung ein.
Zu seinem Vater hat Wolfi schon lange ein zwiespältiges Verhältnis. Wegen vormals schon schwacher Schulleistungen verbietet der Vater das Schwimmtraining, obwohl Wolfi hier sogar das Potenzial zum Altersklassenmeister hätte. Seine ältere Schwester Martina darf sich nicht mit Gleichaltrigen treffen. Auch hier setzt der autoritäre Vater seine überkommenen Vorstellungen von Sitte und Moral durch, in dem er etwa den neuen Bikini seiner Tochter als zu offenherzig moniert, was sogar der im Hause lebende Großvater belächelt. Martina trifft sich daher heimlich mit ihrem ersten Freund. Sie verliert ihn dennoch bald an eine Konkurrentin, die eine freizügigere Erziehung genießt. Einzig der jüngste Sohn Nik hat noch Zugang zum Vater, den er bewundert, der ihn auch mit Sympathie überhäuft, wenngleich er Niks Wunsch nach einem Haustier eisern verweigert. Allen Kindern verbietet der Vater das Fernsehen. Dieser Konflikt eskaliert sogar in der Zerstörung des familiären Fernsehgerätes durch den Vater.
Der Vater ist von der finanziellen Verantwortung überfordert und flüchtet sich in seine Arbeit bei einem Versicherungsunternehmen, jedoch ohne Aussicht auf Beförderung oder Mehrverdienst. Ohne Zuwendungen aus der Rente des Großvaters wäre die Haushaltslage aussichtslos. Er findet kaum Zeit für seine Familie und muss feststellen, dass sich diese in ihrer eigenen Lebenswirklichkeit von ihm entfremdet hat. Deshalb legt er das Verhalten der Kinder, aber auch Meinungsverschiedenheiten mit dem eigenen Vater oder die Vermittlungsversuche seiner Frau als Illoyalität und Respektlosigkeit aus. Die Mutter resigniert und versucht den Konflikten zu entgehen. Sie selbst leidet unter dem Druck als Hausfrau und dreifache Mutter, der Geldnot und dem schwindenden Vertrauen zu ihrem Mann. Sie kauft heimlich einen Geschirrspüler auf Ratenzahlung und gibt ihn als Geschenk ihrer Tante aus.
Mitten in diesem Geschehen taucht ein gurkenförmiges Wesen mit goldener Krone hinter dem Küchenschrank auf. Er selbst gibt sich als König des Volkes der Kumi-Ori zu erkennen, die bislang unentdeckt im Keller der Hogelmanns hausen. Seine verbrecherischen Untertanen haben gegen ihn geputscht und ihn aus seinem Reich vertrieben. Während der Vater entscheidet, dem „Gurkinger“ Asyl zu gewähren und auch der jüngste Sohn Nik sich zunächst mit ihm anfreundet, eskaliert nun der Konflikt zwischen Vater und Mutter. Nach einem gescheiterten Versuch, den Gurkenkönig im elterlichen Schlafzimmer einzuquartieren, ist die Ehe damit faktisch geschieden und der Vater siedelt mitsamt Gurkenkönig in sein Arbeitszimmer um. 
Die Mutter erkennt die finanzielle Zwangslage und überlegt, nach ausgiebiger Babypause wieder halbtags als Physiotherapeutin zu arbeiten. Sie stellt sich heimlich beim Arbeitsamt vor. Ihr Mann ist ohnehin dagegen, die Familie darf also nichts wissen. Als Wolfi davon erfährt, kommt es zu einer Aussprache, es entsteht ein Zusammenschluss gegen die väterliche Autorität. Wolfi bemüht sich, seine Schulprobleme zu lösen, indem er mit seiner mathebegabten älteren Schwester lernt. Über einen jungen, aufgeschlossenen Vertretungslehrer findet er wieder Anschluss in der Schule. Die Unterschrift liefert seine Mutter, das Schwimmtraining besucht er jedoch weiter ohne das Wissen des Vaters. Dieser ist restlos vom Gurkenkönig vereinnahmt und hält bereits keinerlei Kontakt mehr zu seiner Familie aufrecht, einzig zum jüngsten Sohn Nik. Die Verbündeten finden schnell heraus, dass der arrogante König lügt und stiehlt. Er sammelt Informationen, um seine Umgebung zu manipulieren und gegeneinander auszuspielen. Es verschwinden Gegenstände, Dokumente und Briefe. Nik weiß über Rachepläne des Königs zu berichten, in denen der Vater eine entscheidende Rolle übernehmen soll. Als Gegenleistung verspricht er reiche Belohnung, nämlich den Vater zum Versicherungsdirektor zu machen. Dazu werde er Kontakt zu einem verwandten Monarchen aufnehmen, der im Gebäude der Versicherung sogar Kaiser dort lebender Kumi-Ori sei und auf die Hierarchien der Versicherung Einfluss nehmen könne. Gutgläubig und vermeintlich in familiärer Verantwortung folgt ihm der Vater.
Durch eine beherzte Hausdurchsuchung beendet Wolfi die Schreckensherrschaft des Königs. Entwendete Gegenstände finden zurück zum Besitzer, die Machtkontrolle wird aufgelöst, die Situation entspannt sich zunächst. Die Kinder steigen nun in den Keller herab und lernen die anderen Kumi-Ori kennen. Revolution gab es dort nicht ohne Grund, denn sie litten an Hunger und Armut, während ihr tyrannischer und allseits unbeliebter König im Überfluss lebte. Nik weiß zu erzählen, der Gurkenkönig plane, durch einen fingierten Rohrbruch den Keller zu überschwemmen und alle Untertanen zu vernichten. Abermals entlarven sie ihren als intriganten Lügner bekannten König. Es gäbe bestimmt keinen Versicherungskaiser. Die Kumi-Ori ernährten sich ausschließlich von Kartoffelkeimen, es gäbe im betonierten Keller der Versicherung niemals Kartoffeln. Die Kinder versprechen Hilfe. Als sie ihren Vater mit einer Rohrzange in der Hand erwischen, stellen sie sich geschlossen gegen ihn. Dieser verlässt, in seiner Rolle als Ernährer der Familie in Frage gestellt und als potenzieller Massenmörder beschimpft, wutentbrannt das Haus.
Zwischenzeitlich hat sich Wolfi mit seinem Mathelehrer ausgeglichen, der aus der Krankheitspause zurückgekehrt ist. Die Unterschrift der Mutter wird schließlich als gleichberechtigt anerkannt, die drückende Verdoppelungsspirale der Strafarbeiten als pädagogisch wertlos beseitigt. Beeindruckt von den verbesserten Leistungen stellt der Lehrer nun erstmals seine Methoden in Frage und bietet Wolfi sogar eine Vertrauensposition als Verwalter der Biologiesammlung an.
Der Vater, im Archivkeller der Versicherung, forscht nach den vermeintlich dort lebenden Kumi-Ori. Er findet nichts und wird schließlich ohnmächtig unter einem umstürzenden Aktenberg begraben. In Sorge um den Vater führt die Familie am nächsten Tag eine Suchaktion durch. Sie werden im Keller der Versicherung fündig und bringen den geschwächten, aber lebendigen Vater sicher nach Hause. Über die wahre Lage aufgeklärt findet der Vater zurück zur Familie. Vom Krankenbett aus zeigt er Einsicht, Milde und Verständnis im bislang unbekannten Ausmaß. Wieder vereint beschließt die Familie nun, sich gegen den Gurkenkönig zu verbünden und sich seiner zu entledigen. Noch mitten in der Diskussion schafft der jüngste Sohn Nik bereits Tatsachen. Er fesselt den Gurkenkönig, packt ihn in einen Kinderwagen und verfrachtet ihn unbemerkt zu nächtlicher Stunde in einen Linienbus. Während die geheime Fracht auf große Fahrt in die Dunkelheit geht, bleibt Nik grinsend an der Haltestelle zurück. Hier endet die Filmhandlung.

## Hintergrund
Der Film wurde erstmals als Fernsehzweiteiler im Ersten Programm der ARD am Donnerstag, 1. Januar 1976 um 15:30 Uhr, der zweite Teil am 4. Januar 1976 ausgestrahlt. Eine Wiederholung folgte am 27. und 28. September 1977 jeweils um 17:05 Uhr.
In einer Schulszene erscheint der Regisseur Hark Bohm in einem Cameo-Auftritt als Vertretungslehrer Butenschön. Die Bänke in der Fensterreihe des Klassenraums wurden zeitweise dreifach besetzt, um für die Kamera ein dichteres Bild an Schülergesichtern zu generieren.
Der Gurkenkönig schaut sich im Fernsehen eine Dokumentation über den zeitnah stattgefundenen Militär-Putsch in Chile 1973 an, als Parallelereignis zu seiner eigenen Entmachtung.
In den Fernsehszenen mit den Kindern sind kurze Ausschnitte von Hark Bohms Erstlingswerk „Tschetan, der Indianerjunge“ (1973) auf dem Bildschirm zu sehen. Hier geht es um Gewalt gegen Schwächere. Der Vater erinnert seine Kinder daran, sich „so einen Mist“ nicht anzuschauen. Ebenfalls zu sehen und zu hören ist das saarländische Gesangsduo Cindy & Bert. Es werden Ausschnitte aus den Titeln „Ay, Ay, Chiquita (Drüben in der Heimat)“ und „Sing' Mit Mir Das Lebenslied“ dargeboten, Wolfi und Martina singen über den Vater triumphierend mit, was schließlich Häusliche Gewalt und Zerstörung des Fernsehers erzeugt.
Obwohl im Film durchgängig Standarddeutsch gesprochen wird, entwischt Wolfi einmal das typisch saarländische „Oh leck!“ (Ausdruck der Verwunderung), als der König erwacht. In einem anderen Zusammenhang sagt sein Freund Christoph das im Saarland eher ungebräuchliche „Ach du dicke Emma!“.
In der Schülerkneipenszene läuft im Hintergrund der Titel „Ich bin von Kopf bis Fuß auf Liebe eingestellt“ in der Interpretation von Udo Lindenberg (1974). 
Der Film wie auch der Roman greifen typische Konfliktthemen aus den Siebziger Jahren des 20. Jahrhunderts auf, die in der Gesellschaft ausführlich diskutiert und erst gegen Ende des Decenniums abschließend, auch gesetzlich anders geregelt wurden:
- Emanzipation der Frau, Gleichberechtigung, Selbstbestimmung der Frau in der Arbeitswelt
- Erziehungskonflikt
- Generationenkonflikt
- Mobbing
- Sexuelle Revolution und Wertewandel
- Infragestellung von Autorität und der patriarchalischen Familienstruktur, auch durch Kinder

Parallelen finden sich bei Lebenslügen der Hogelmanns in den Lügen des Gurkenkönigs. Durch Heimlichkeiten schwächen sie ihre Position, statt zusammenzuhalten. Der Gurkenkönig ist Symbol für den schleichenden Zerfallsprozess, den sie erst dann abschütteln können, nachdem alle Lügen beseitigt sind.

## Produktion
Seine Entstehung verdankt das Werk der Neuen Deutschen Film Bewegung, die auch neue Ansätze für das Kinderprogramm hervorbrachte. Durch die öffentlich-rechtlichen Sendeanstalten wurden auch Fördergelder für Spielfilmproduktionen aufgebracht, welche die Verfilmung populärer Kinder- und Jugendbücher zum Ziel hatten. Wie auch andere Werke des Regisseurs als Spielfilm konzipiert, wurde das Material jedoch nie im Kino gezeigt und zu einem zweiteiligen Fernsehfilm umgeschnitten.
Sämtliche Filmszenen wurden in der Saarländischen Landeshauptstadt Saarbrücken aufgenommen. Der Kameraschwenk der Eingangsszene zeigt eine Panoramaansicht von Saarbrücken und wurde von der Dachterrasse des Rhenania-Leben-Hauses (Neumarkt 15) aus gedreht. Er beginnt mit Blick auf den östlichen Stadtteil Sankt Johann mit dem Kraftwerk Römerbrücke, zieht dann den Zoom über das Staatstheater und die Alte Brücke auf das Stadtzentrum an der Saar und gegenüber Sankt Arnual mit der Stiftskirche zurück. Dann schwenkt der Blick nach Westen, in der Totale vorbei am Saarländischen Finanzministerium am Saarufer. Der letzte Fixpunkt zeigt die Wilhelm-Heinrich-Brücke mit Kaufhaus und Diskonto-Hochhaus, im Hintergrund Rathausturm, Eschberg und Kaninchenberg. In der ersten Szene radelt der Hauptdarsteller die Stengelstraße entlang Richtung Heuduckstraße, im Hintergrund der Kirchturm von Sankt Jakob, bevor er aus der Sicht des Betrachters nach rechts in die Roonstraße abbiegt. Auf der seinerzeit zwischen Gymnasium und damaligem Arbeitsamt verlaufenden Roonstraße ist mittlerweile ein Parkplatz entstanden. Das Gebäude „Am Arbeitsamt 1“ wurde nach dem Umzug der Arbeitsverwaltung in die Hafenstraße aufgegeben und beherbergt heute das Jugendamt des Regionalverbandes.
Das Haus der Hogelmanns steht im Stadtteil Alt-Saarbrücken in der Graf-Simon-Straße 4, etwas zurückgesetzt von der Straßenfront. Außenaufnahmen entstanden an der Einmündung zu Pfählerstraße, Moltkestraße und Deutschhausweg, bei der Fahrradszene ist im Hintergrund der Turm der Deutschherrenkapelle zu sehen. In der Moltkestraße bewohnt Hassling die Hausnummer 20. Die Bombenszene wurde auf einem kleinen Spielplatz an der Moltkestraße inszeniert, heute ist an dieser Stelle eine Grünfläche.
An der Bushaltestelle Deutschhausweg in Alt-Saarbrücken verkehren heute die Buslinien 109 (Habsterdick zur Universität) und 121 (Hauptbahnhof zu Schlossplatz). Eine Busverbindung nach Ottenhausen (Linie 2), ein Ortsteil des benachbarten Stadtteils Gersweiler, existiert heute dort nicht mehr.
Die Szenen in der fiktiven Schülerkneipe „Go-Go“, damals „Zum Alten Kran“, wurden am Neumarkt 6 an der Einmündung zur Wilhelm-Heinrich-Straße gedreht, dort befinden sich heute noch ein Grillrestaurant und eine Schankwirtschaft.

## Kritik
„Etwas modellhaft-antiquiert wirkender, aber besonders durch die Symbolfigur des Gurkenkönigs durchaus unterhaltender und belehrender Film für Kinder und ihre Eltern.“

„Eine solide Verfilmung einer fantasievollen Geschichte, die auch in unserer heutigen Zeit nicht an Aktualität verloren hat.“